# ساندرا لي بول
ساندرا لي بول (بالهولندية: Sandra Le Poole)‏ هي لاعب هوكي الحقل هولندية، ولدت في 20 أكتوبر 1959 في لايدن في هولندا.

## وصلات خارجية
- ساندرا لي بول على موقع أوليمبيديا (الإنجليزية)